# Mabu (socken i Kina)
Mabu (kinesiska: 马步乡, 马步) är en socken i Kina. Den ligger i den autonoma regionen Guangxi, i den södra delen av landet, omkring 160 kilometer nordost om regionhuvudstaden Nanning.
Genomsnittlig årsnederbörd är 2 140 millimeter. Den regnigaste månaden är maj, med i genomsnitt 389 mm nederbörd, och den torraste är oktober, med 36 mm nederbörd.